# 第199步兵師 (德國國防軍)
第199步兵師（德語：199. Infanterie-Division）是納粹德國國防軍陸軍的一個步兵師。該師於1940年11月組建。
自組建以來，該師大多數時間在挪威部署，進行維持佔領區治安工作。
該師最後於1945年5月向盟軍投降。

## 註腳
1. ↑  Mitcham（2007年）